# Sorgou
Sorgou est une localité située dans le département de Piéla de la province de la Gnagna dans la région Est au Burkina Faso.

## Géographie
Sorgou – commune à centres d'habitations dispersés – est située à 3 km au Sud-Ouest de Piéla et la route nationale 18.

## Santé et éducation
Le centre de soins le plus proche de Sorgou est le centre de santé et de promotion sociale (CSPS) de Piéla.